# Biblioteca nacional de Namibia
La Biblioteca nacional de Namibia (en inglés: National Library of Namibia) es el depósito legal y la biblioteca de derecho de autor para el país africano de Namibia. La biblioteca se encuentra en la ciudad de Windhoek. Las raíces de la biblioteca están en la Bibliothek des Kaiserlichen gouvernements, que pertenecía al gobierno alemán de la África Sudoccidental. La biblioteca fue fundada en 1926 como la Biblioteca de la Asamblea Legislativa, con una colección núcleo de la Biblioteca establecida por los alemanes. Se puso bajo el mando del secretario de la Asamblea Legislativa y recibió orientación profesional del bibliotecario sudafricano del Parlamento. En 1960, el Departamento de Educación se hizo cargo de la gestión de la biblioteca.
El 1 de abril de 1994, se convirtió oficialmente en la Biblioteca Nacional de Namibia y ahora es parte de las dependencias del Ministerio de Educación. La Biblioteca Nacional reabrió sus puertas en un nuevo edificio (entre Kenia House y Trustco) el día antes de las celebraciones por la independencia de Namibia el 21 de marzo de 2000.